# مالاکوتا، ویکتوریا
مالاکوتا (به انگلیسی: Mallacoota) یک شهرک در استرالیا است که در Gippsland واقع شده‌است.